# Доктрина „Пауъл“
Доктрина „Пауъл“ е термин, наименуван на генерал Колин Пауъл при подготовката за Войната в Залива от 1990 – 1991 г.
Основава се в голяма степен на доктрина, огласена от Каспар Уайнбъргър, който като министър на отбраната в правителството на Роналд Рейгън (1981 – 1987) е бил началник на ген. Пауъл. Причина за създаването ѝ е несъгласието на Уайнбъргър за използване на военна сила като политическо средство.
Доктрината подчертава интересите на САЩ в областта на националната сигурност, преобладаващите възможности за нападение с акцент върху наземните сили и широката обществена подкрепа.

## Описание
Според Уайнбъргър има шест изисквания, които трябва да бъдат покрити преди да бъде използвана сила:
1. Военна намеса трябва да има само, когато са засегнати съществени за САЩ и техните съюзници интереси.
2. Войскови части трябва да бъдат разполагани само с намерение за победа.
3. Разположените военни сили трябва да имат ясно определени политически и военни цели.
4. Взаимоотношението между целите и силите (разположение, състав, размер) трябва да бъде под непрекъсната преоценка.
5. Преди да бъде взето решение за военна намеса, налице трябва да има умерена гаранция за подкрепата ѝ от Конгреса и американската нация.
6. Военната намеса трябва да има само при краен случай.

Доктрината „Пауъл“ гласи, че списъкът на всички въпроси трябва да бъде отговорено положително преди военните действия да бъдат предприети от САЩ:
1. Застрашена ли е жизненоважно националната сигурност ?
2. Има ли ясна постижима цел?
3. Бяха ли анализирани изцяло и откровено рисковете и разходите?
4. Всички останали средства за ненасилствена политика изчерпани ли са напълно?
5. Има ли правдоподобна стратегия за изтегляне, за да се избегне безкрайно заплитане?
6. Дали последиците от действията ни са изцяло взети под внимание?
7. Действието, подкрепено ли е от американския народ?
8. Има ли истинска широка международна подкрепа?

Според Пауъл, когато една страна се захваща с война, всеки ресурс и инструмент трябва да бъде изчерпан, за да се постигне решителна сила срещу врага, минимизиране на жертвите и бързо прекратяване на конфликта чрез тласкане на по-слабата сила към капитулация.